# Rooks megye
Rooks megye az Amerikai Egyesült Államokban, azon belül Kansas államban található. Megyeszékhelye Stockton, legnagyobb városa Plainville. Lakosainak száma 4919 fő (2020. április 1.). Rooks megye Phillips, Ellis, Smith, Osborne, Trego és Graham megyékkel határos.

## Népesség
A megye népességének változása:
| Lakosok száma | 5172 | 5191 | 5211 | 5190 | 5174 | 4919 |
|               | 2010 | 2011 | 2012 | 2013 | 2015 | 2020 |